# Club Social y Deportivo Marapa
El Club Social y Deportivo Marapa es un club deportivo argentino fundado el 10 de octubre de 1928 en la ciudad de Alberdi, Tucumán. El club tiene como actividad principal al fútbol y esta afiliado a la Liga Tucumana de Fútbol.

## Historia

### Fundación y primeros pasos
La historia del club está relacionada con el Ingenio Marapa, ya que el 10 de octubre de 1928, en el seno del ingenio, se fundó el Club Social y Deportivo Ingenio Marapa. El club se afilió a la Liga Tucumana del Sud.

### Liga Tucumana y actualidad
En 1977 nace la Liga Tucumana y Marapa se afilia a ella, donde tuvo un rendimiento inestable. En 2005 jugó el Torneo del Interior donde llegó hasta cuartos de final por el segundo ascenso, pero cayó ante San Ramón en cuartos de final, en 2012 volvió disputó el Torneo del Interior. El 20 de noviembre de 2017 se consagró por primera vez en su historia al derrotar a Almirante Brown en la final por 2 a 1 y accedió al Federal C. En 2018 volvió a participar en el Federal C, firmando una gran actuación al llegar a la final por el ascenso, donde perdió ante Villa San Antonio.

## Clásicos
Marapa no tiene ningún clásico en Alberdi, sin embargo si tiene rivalidad con otros clubes del sur de la provincia. El León tiene rivalidad con Jorge Newbery y Deportivo Aguilares.

## Estadio
Su estadio se encuentra en las calles Abel Gómez y Alejandro Heredia en la ciudad de Alberdi, Alberdi.

## Colores
Su camiseta es la camiseta es de bastones celestes y blancos.

## Palmarés
| Torneos locales oficiales | Torneos locales oficiales |
| Competición               | Títulos                   |
| ------------------------- | ------------------------- |
| Liga Tucumana             | 2017.                     |